# Dasiphora fruticosa
Espèce
Classification phylogénétique
Synonymes
- Comocarpa fruticosa (L.) Rydb.
- Dasiphora floribunda (Pursh) Raf.
- Dasiphora riparia Raf.
- Fragaria fruticosa (L.) Crantz
- Pentaphylloides elata Salisb.
- Pentaphylloides floribunda (Pursh) Á.L”ve
- Pentaphylloides fruticosa (L.) O.Schwarz
- Pentaphylloides fruticosa subsp. floribunda (Pursh) M.La¡nz
- Potentilla floribunda Pursh
- Potentilla fruticosa L. 1753
- Potentilla fruticosa subsp. floribunda (Pursh) Elkington
- Potentilla fruticosa var. floribunda (Pursh) Steud.
- Potentilla fruticosa var. prostrata Lapeyr. ex Gaut.
- Potentilla fruticosa var. pyrenaica Willd. ex Schltdl.
- Potentilla fruticosa var. tenuifolia (Willd. ex Schltdl.) Lehm.
- Potentilla loureironis Tratt.
- Potentilla prostrata Lapeyr.
- Potentilla × tenuifolia Willd. ex Schltdl.
- Tormentilla fruticosa (L.) Stokes

La Potentille frutescente ou Potentille arbustive (Dasiphora fruticosa) est une espèce de plantes à fleurs de la famille des Rosaceae. Son aire naturelle d'extension s'étend des régions tempérées fraîches jusqu'aux régions subarctiques de l'hémisphère nord ainsi que dans les zones montagneuses de hautes altitudes.

## Description
C'est une plante vivace. Buisson au feuillage caduc, cette potentille atteint une taille allant de 10 cm à 1 m, parfois 1,5 m. Sa forme est très rabattue et s'étend surtout en largeur plutôt qu'en hauteur même si ses branches s'orientent vers le haut. Elle est densément feuillue. Les feuilles sont composées de 5, 7 ou 9 folioles longues de 3 à 20 mm. Le feuillage est pubescent (poils argentés et soyeux d'1 mm de long). Les fleurs mesurent 2 à 4 cm, possèdent 5 pétales et entre 15 et 25 étamines. Elles sont en général de couleur jaune pâle à jaune brillant (parfois orange à rouge dans certaines régions chinoises). Les fruits abritent des akènes recouverts de longs poils. La floraison a lieu durant tout l'été.

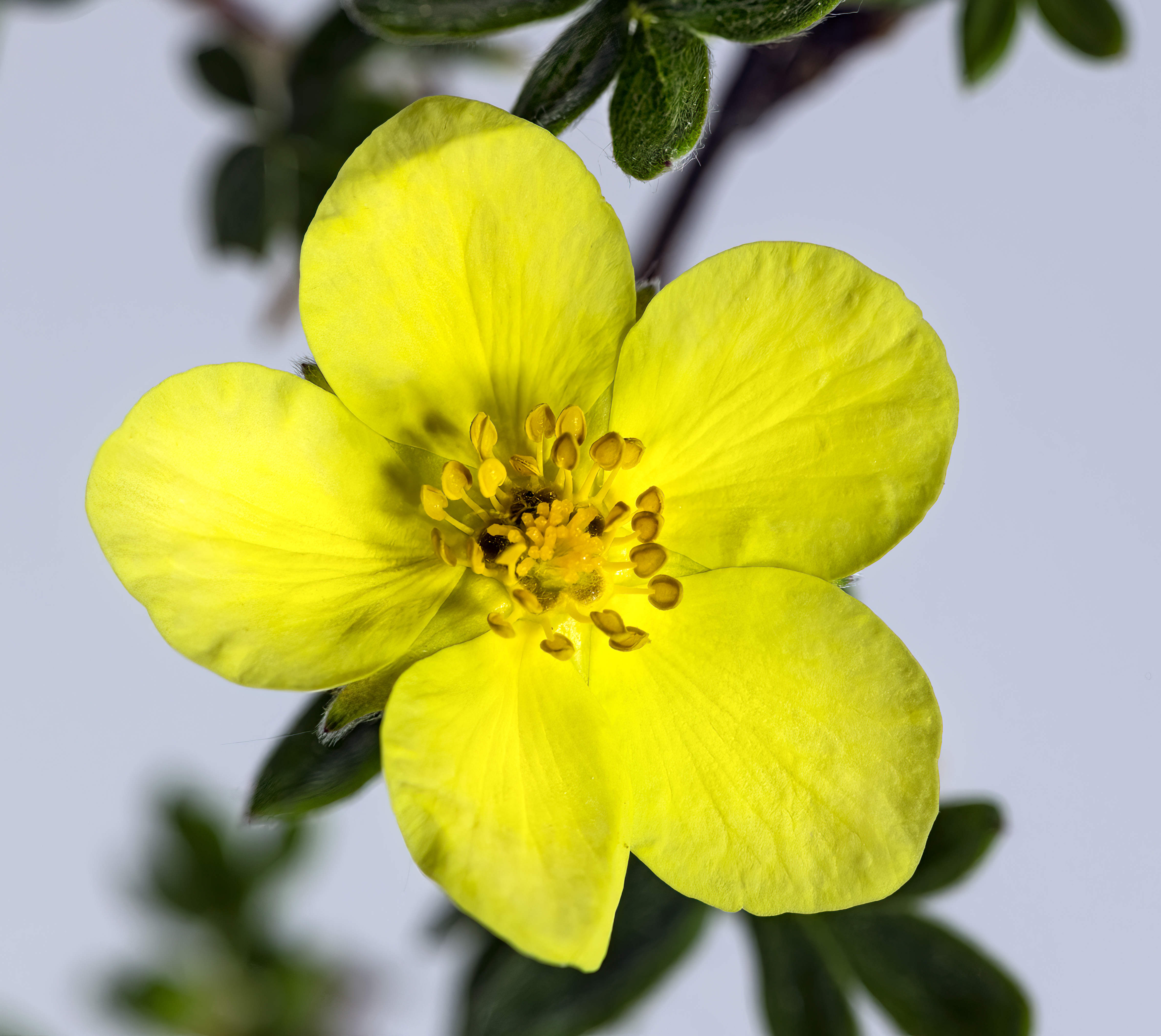
Fleur
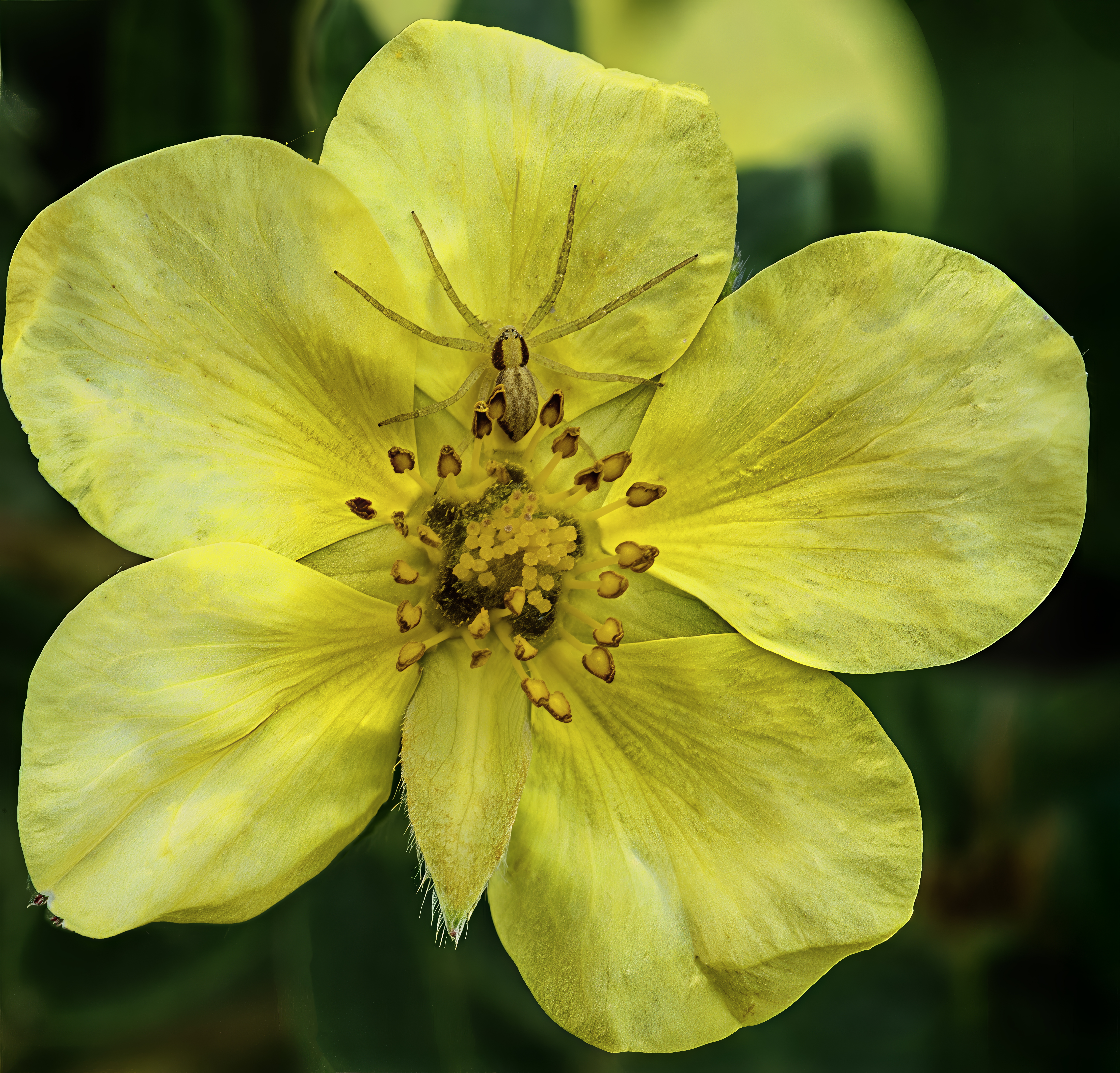
Philodromus cespitum sur Dasiphora fruticosa
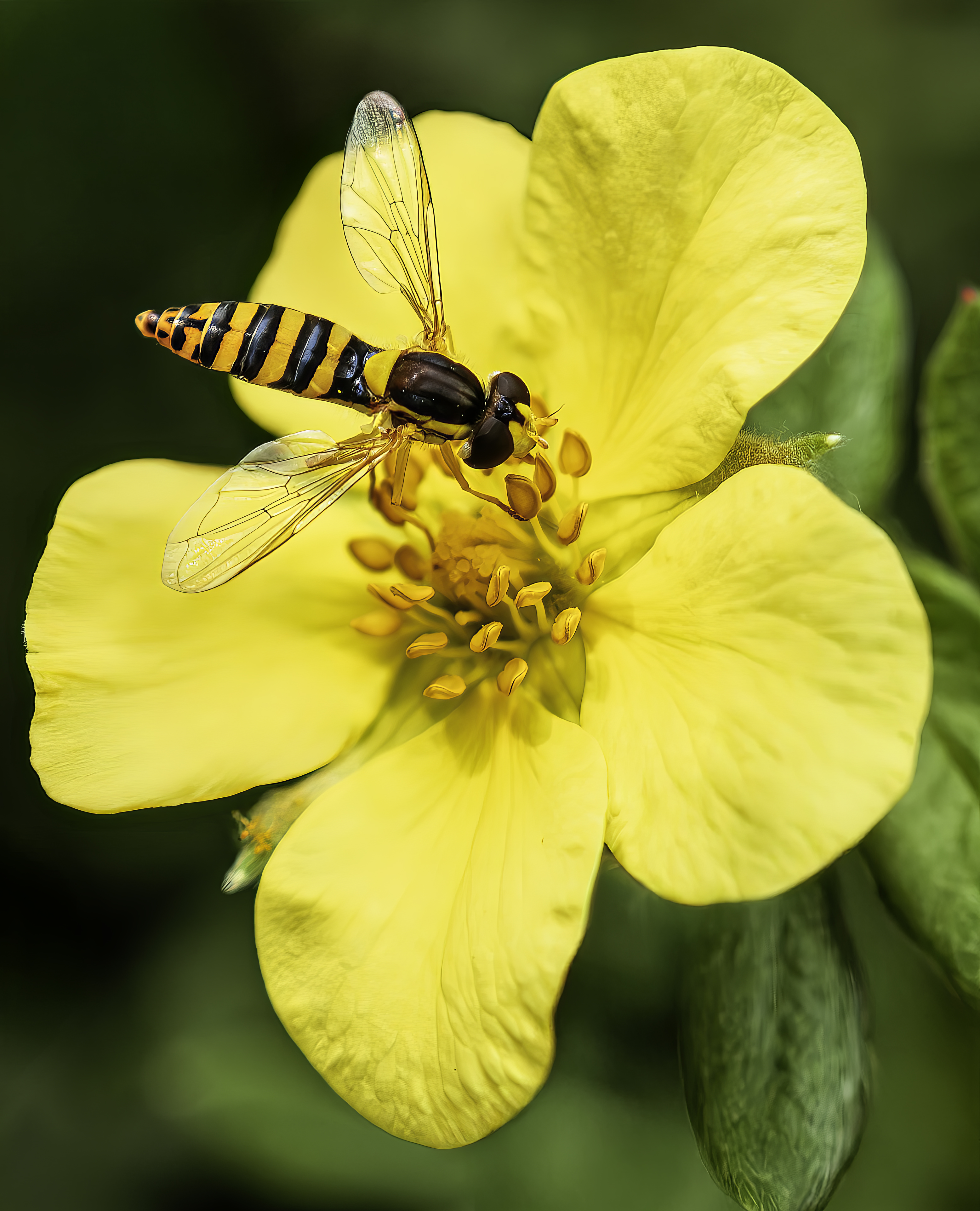
Sphaerophoria scripta femelle sur une potentille arbustive.

## Habitat
La plante apprécie les sols humides de type marécageux avec ou sans roche,,,,,
Il existe deux sous-espèces:
- Dasiphora fruticosa subsp. fruticosa[8] que l'on trouve en Europe du Nord (Estonie, Grande-Bretagne, Irlande, Lituanie et Suède) ainsi qu'au centre et au nord de l'Asie[9]
- Dasiphora fruticosa subsp. floribunda (Pursh) Kartesz (syn. Potentilla floribunda Pursh., Dasiphora floribunda (Pursh) Raf., Pentaphylloides floribunda (Pursh) A.Love)[10] que l'on trouve en Asie, au sud de l'Europe (Espagne jusqu'en Bulgarie) et en Amérique du Nord[11],[5],[12],[13]

### Usages et culture

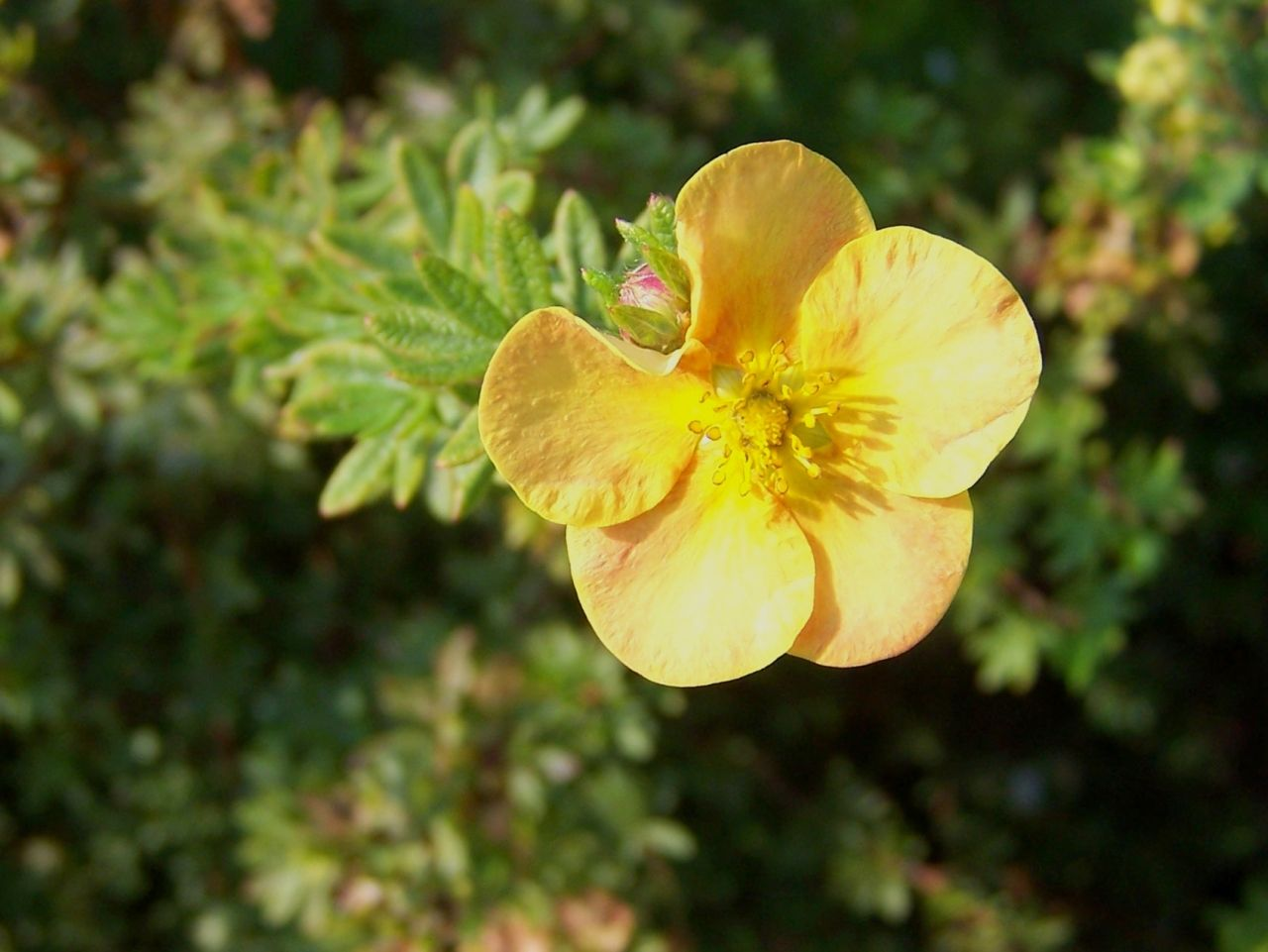
Cultivar à fleurs orange.

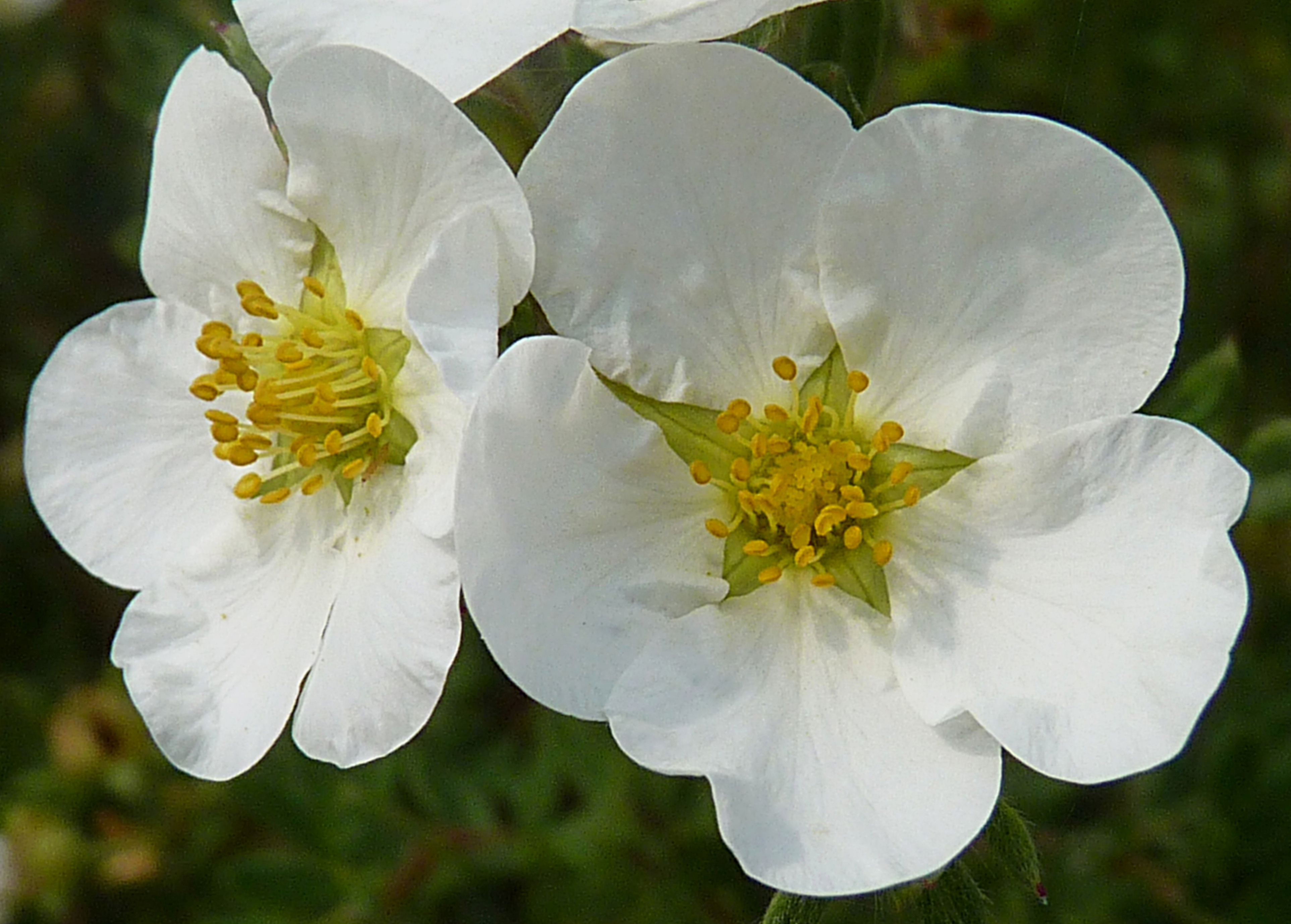
Cultivar à fleurs blanches.

La potentille frutescente est appréciée comme plante d'ornement dans les régions fraîches d'Europe et d'Amérique du Nord. Les cultivars ont des colorations qui varient du blanc au jaune, de l'orange au rose. Tous fleurissent fortement durant une grande partie de l'été. Les fleurs sont petites mais très nombreuses. La potentille est très appréciée dans les parcs car elle demande très peu de soins. Sa culture remonte au XVIIIe siècle mais ses cultivars modernes (fleurs orange ou rouges) sont issues des collections rapportées de Chine par Reginald Farrerau au début du XXe siècle.
La majorité de ces cultivars sont vendus sous le nom de Potentilla fruticosa. Plus de 130 cultivars ont toutefois reçu un nom particulier,.